# Joyzelle Joyner
Joyzelle Joyner (27 de agosto de 1905-30 de noviembre de 1980) fue una actriz y bailarina estadounidense. Apareció en al menos treinta películas entre 1925 y 1935, alcanzando cierta notoriedad por su aparición en El signo de la cruz.

## Carrera
Joyner empezó a aparecer en películas hacia 1924 o 1925, a menudo interpretando a bailarinas. Su primer papel importante en una gran película fue en 1930, cuando interpretó a las reinas gemelas de Marte, Boo Boo y Loo Loo, en Just Imagine. Su papel de Ancaria en El signo de la cruz, una gran producción dirigida por Cecil B. deMille, llamó la atención de los censores; en la película, interpretaba la "Danza de la luna desnuda", de tono lésbico.
La escena se eliminó de la versión reeditada de la película en 1935, pero se reinsertó en 1993 para la versión en vídeo de MCA-Universal. Ese mismo año, tuvo papeles destacados en dos westerns, Whistlin' Dan para Tiffany Pictures, y The Vanishing Frontier (protagonizada por Johnny Mack Brown) para Paramount Pictures.
La mayoría de los trabajos de Joyzelle después de 1932 fueron papeles no acreditados, aunque apareció bajo el nombre de "Laya Joy" en House of Mystery, una película de terror para Monogram Pictures. Su última aparición conocida en la industria cinematográfica, en Dante's Inferno (1935), fue sin acreditar, pero le brindó la oportunidad de mostrar sus dotes de bailarina.

## Vida personal
Joyner nació en Alabama y tenía un hermano menor, Clarence. Según los registros del censo de Estados Unidos, Clarence vivía en California en 1930 con una esposa, Lois.
Su primer matrimonio fue con Dudley V. Brand. Los dos se distanciaron por la búsqueda de Joyner de una carrera como actriz. Durante una discusión el 11 de agosto de 1927, Brand disparó dos tiros a través de la puerta cerrada de un dormitorio, uno de los cuales hirió a Joyner en el brazo. Clarence Joyner acudió para proteger a su hermana sujetando a Brand. El segundo matrimonio de Joyner fue con el director de cine Phil Rosen en 1929.[cita requerida]
Murió en Orange, California, el 30 de noviembre de 1980, a los 75 años.[cita requerida]

## Filmografía
| Año  | Título                 | Papel                                | Notas                                         |
| ---- | ---------------------- | ------------------------------------ | --------------------------------------------- |
| 1925 | Ben-Hur                | Esclava                              | Sin acreditar                                 |
| 1926 | Dance Madness          | Bailarina                            |                                               |
| 1926 | The Sea Beast          | Bailarina que aparece en el prólogo. |                                               |
| 1927 | Out of the Past        | Saida                                |                                               |
| 1928 | Turn Back the Hours    | Una chica de cantina                 |                                               |
| 1928 | Moran of the Marines   |                                      |                                               |
| 1928 | Shadows of the Night   | Bailarina de cabaret                 |                                               |
| 1928 | The Shady Lady         | No facturado                         | Uncredited                                    |
| 1929 | Close Harmony          | Bailarina                            |                                               |
| 1929 | The Black Watch        | Bailarina india                      | Sin acreditar                                 |
| 1929 | One Hysterical Night   | Salome                               |                                               |
| 1930 | Prince of Diamonds     | Chica bailarina                      |                                               |
| 1930 | Sombras habaneras      |                                      |                                               |
| 1930 | Song of the Caballero  | Conchita                             |                                               |
| 1930 | Lotus Lady             | La bailarina                         |                                               |
| 1930 | Just Imagine           | Loo Loo / Boo Boo                    |                                               |
| 1932 | Whistlin' Dan          | Carmelita                            |                                               |
| 1932 | The Vanishing Frontier | Dolores                              |                                               |
| 1932 | The Sign of the Cross  | Ancaria                              |                                               |
| 1933 | Girl Without a Room    | Bailarina                            | Sin acreditar                                 |
| 1934 | Search for Beauty      | Concursante de belleza               | Sin acreditar                                 |
| 1934 | House of Mystery       | Chanda                               |                                               |
| 1934 | I Believed in You      | Vavara                               |                                               |
| 1935 | Go into Your Dance     | Bailarina de cantina                 | Sin acreditar                                 |
| 1935 | Dante's Inferno        | Bailarina                            | Sin acreditar, (último papel cinematográfico) |